# Johnny Reklai
Johnny Reklai (geb. 1. Juli 1948; gest. 11. März 2007 bei Ngarchelong) war ein palauischer Geschäftsmann und Politiker.

## Leben
Reklai erhielt seine Ausbildung an der University of Guam (Unibetsedåt Guåhan, U.O.G.). Er wurde erstmalig 1980 in das House of Delegates of Palau gewählt. Er war Präsident des Senate of Palau ab April 2005 und starb bei einem Bootsunglück. Sein Nachfolger wurde Surangel S. Whipps und auf seinen Sitz im Senat rückte Hokkons Baules nach.